# Michiel de Ruyter
Michiel de Ruyter, född den 24 mars 1607 i Vlissingen, död den 29 april 1676, är en av de mest kända amiralerna i holländsk historia.

## Biografi
Inte mycket är känt om de Ruyters barndom, men han började troligtvis arbeta till sjöss vid 11 års ålder. 1622 kämpade han som musketör i den holländska armen under Moritz av Nassau mot spanska trupper under befrielsen av Bergen op Zoom. År 1631 gifte han sig med Maayke Velders, dotter till en bonde. Äktenskapet bestod till slutet av året då Maayke dog efter att ha fött en dotter. Dottern dog också tre veckor senare.
de Ruyter är särskilt känd för sin roll i krigen mellan England och Holland under 1600-talet. Han kämpade då mot engelska och franska trupper och under hans ledning vann holländarna många slag. Han deltog också i ett krig mellan Danmark och Sverige (Karl X Gustavs andra danska krig) på den danska sidan. Många holländska städer har gator uppkallade efter de Ruyter. Det finns också en staty av honom på hans födelseort Vlissingen, där han blickar ut över havet.

## Eftermäle
Asteroiden 12150 De Ruyter är uppkallad efter honom.
Han är huvudperson i filmen Michiel de Ruyter från 2015.